# 牟田悌三
牟田 悌三（むた ていぞう、1928年〈昭和3年〉10月3日 - 2009年〈平成21年〉1月8日）は、日本の俳優、社会福祉活動家。村上事務所所属。世田谷ボランテイア協会理事長。グループ・てえぶら代表取締役、朝日スタジオ取締役。劇団テアトル・エコーの創設メンバー。本名同じ。
東京都杉並区荻窪出身。旧制麻布中学校、北海道大学農学部畜産学科卒業。

## 来歴・人物
テレビ放送の黎明期から、主にホームドラマで活躍した。
父親は鋳物工場を経営していた。子供は5人おり、長男はフジテレビプロデューサーの牟田夏彦。
北海道大学農学部在学中、演劇研究会を作ったことが俳優になったきっかけであり、1951年にNHKが行った研究生の募集に応募し、札幌放送劇団に入団。同期には高垣葵・石山透（共々のちに脚本家）・声優の若山弦蔵などがいた。恵迪寮OB。初仕事はラジオドラマのカラスの鳴き声。
大学卒業後は東京に戻り、テアトル・エコーに参加。3年後にフリーランスとなり、プレーヤーズ・センター、東京タレントクラブ、グループ・てえぶら、全音プロ、富士企画、パイレーツ・コーポレーションなどに所属していた。
1970年代の「ケンちゃんシリーズ」での父親役が当たり役となり、温厚な人柄が全国の視聴者の人気を集めた。
一方で『俺はご先祖さま』の草壁周助役を演じ、話題にもなる。
70年代から80年代にかけて、刑事ドラマでは鬼気迫る犯人役を演じることもあった。
以降はTBSラジオの番組『牟田悌三・あなたのための税金相談』のパーソナリティを務めたり世田谷区のボランティア協会で活動を行い、子ども向け電話相談のチャイルドラインの普及に尽力した。2000年度の吉川英治文化賞受賞。5・4制推進論者でもある。また、ボランティア協会での活動については自らの著書『大事なことはボランティアで教わった』でも紹介されている。温かみのある独特の話し方でナレーション業も行っていた。
プライベートでも子沢山の良き父親として知られ、家族でテレビに出演したこともある。
2009年1月8日、世田谷区深沢の自邸で入浴中に倒れて病院に緊急搬送され応急措置がとられたが午後11時33分、虚血性心不全で死去した。80歳没。『ケンちゃんシリーズ』で親子役で共演した宮脇健は「実の父親が逝ったようだった」と牟田をしのんだ。牟田の告別式に参列した宮脇は「（棺の中の顔は）ドラマで共演しているときと同じ笑顔でした。これからも見守ってください」と泣き崩れていた。墓所は多磨霊園（12区1種10側）。
晩年は教育基本法改正反対の立場から、同趣旨の集会に参加している。またエフエム世田谷の顔的存在でもあった。

## 出演

### 映画
- 坊つちやん（1966年、松竹）- 教頭 役
- フォークで行こう 銀嶺は恋してる（1966年、松竹）
- 若社長大奮戦（1967年、松竹）
- 濡れた逢びき（1967年、松竹）- 村の収入役 役
- 春日和（1967年、松竹）
- 日本一の男の中の男（1967年、東宝）- 春山人事部長 役
- 日本一の裏切り男（1968年、東宝）- TV司会者
- ザ・タイガース 華やかなる招待（1968年、東宝）- 山本社長 役
- 極道社員遊侠伝（1968年、松竹）- 深見末男 役
- 恋の季節（1969年、松竹）- 守屋武夫 役
- いそぎんちゃく（1969年、大映）- 岡崎 役
- 花の不死鳥（1970年、松竹）
- 罠にはまった男（1972年、松竹）
- 男じゃないか 闘志満々（1973年、松竹）- 高野真平 役
- ともだち（1974年、日活）- 新太の父 役
- 襟裳岬（1975年、日活）- ラーメン屋の主人 役
- 喜劇 百点満点（1976年、東宝）- 戸成 役
- 星空のマリオネット（1978年、ATG）- 留造 役
- 東京からきた女の子（1978年、共同映画）- マサルの父 役
- 四季・奈津子（1980年、東映）- 奈津子の父 役
- ヒポクラテスたち（1980年、ATG）- 中原虎一 役
- 裸の大将放浪記 山下清物語（1981年、現代ぷろだくしょん）- 加藤清五郎 役
- ユッコの贈り物 コスモスのように（1982年、共同映画）- 土屋裕 役
- 君のふるさとに太陽がのぼった（1984年、全国農村映画協会）
- 千利休 本覺坊遺文（1989年、東宝）- 大徳屋 役
- 恋人はスナイパー 劇場版（2004年、東映）- 三神徳太郎 役
- 石井のおとうさんありがとう（2004年、現代ぷろだくしょん）
- スパルタの海 - 目の不自由な父親 役

### テレビドラマ
- ホームラン教室（1959年、NHK）- 主人公の父親 役
- 三太物語（1961年、フジテレビ）- 音さん 役
- 忍者ハットリくん（1966年、NETテレビ / 東映）- パパ 役
- 泣いてたまるか 第26話「インスタント探偵物語」（1966年、TBS / 国際放映）
- コメットさん 第21話「正義の味方は辛い」（1967年、TBS / 国際放映）
- 桃太郎侍（1967年 - 1968年、日本テレビ / 三船プロ）- 猿の伊之助 役 ※尾上菊之助版
- 昔三九郎（1968年、日本テレビ / 三船プロ）
- 喧嘩太郎（1968年 - 1969年、毎日放送）
- 鬼平犯科帳（八代目松本幸四郎版）（1969年、NETテレビ / 東宝）- 小房の粂八 役
- 炎の青春 第4話「猪がアクセル踏んだ」（1969年、日本テレビ / 東宝）
- 独身のスキャット 第7話（1970年、TBS / 円谷プロ）
- 素浪人 花山大吉 第62話「あきれた病気にかかっていた」（1970年、NETテレビ / 東映）- 長助 役
- プレイガール（東京12チャンネル / 東映）
  - 第43話「スリがねらった女のハート」（1970年）- 譲次 役
  - 第57話「死んでも裸ははなさない」（1970年）- 篠木義信 役
- ポーラテレビ小説 / 花もめん（1970年、TBS）- 村林作造 役
- おれは男だ!（1971年 - 1972年、日本テレビ / 松竹）- 横田先生 役
- 刑事くん（1971年、TBS / 東映）- 立花太郎 役
- 気になる嫁さん（1971年、日本テレビ）第11回「誓いの言葉を」 - 牧師
- ケンちゃんシリーズ（TBS / 国際放映）
  - すし屋のケンちゃん（1971年 - 1972年）
  - ケーキ屋ケンちゃん（1972年 - 1973年）
  - ケンにいちゃん（1974年 - 1975年）
  - おそば屋ケンちゃん（1975年 - 1976年）
  - フルーツケンちゃん（1976年 - 1977年）
  - パン屋のケンちゃん（1977年 - 1978年）
  - スポーツケンちゃん（1978年 - 1979年）
- にんじんの詩（1972年、NETテレビ）- 並木長治 役
- あしたに駈けろ!（1972年、フジテレビ / 松竹）- 近藤校長 役
- だいこんの花 第2 - 第5シリーズ（1972年 - 1977年、NETテレビ）
- 家光が行く（1972年、日本テレビ / ユニオン映画）- 源兵衛 役
- 二人の素浪人 第9話「双つぼくろの女を斬れ!」（1972年、フジテレビ / 東映）- 旅芸人・伊兵衛 役
- どっこい大作（1973年、NETテレビ / 東映）- 皆川雄三 役
- 黄色いトマト（1973年、NETテレビ）
- 江戸を斬る 梓右近隠密帳（1973年 - 1974年、TBS / C.A.L）- 笹尾喜内 役
- ねぎぼうずの唄（1974年、NETテレビ）- 権藤林太郎 役
- 非情のライセンス（NETテレビ / 東映）
  - 第1シリーズ 第43話「兇悪の霊柩車」（1974年）
  - 第2シリーズ 第39話「やさしい兇悪」（1975年）- 湯山正男 役
- 水戸黄門 第6部 第9話「偽黄門さまの助太刀 -福岡-」（1975年、TBS / C.A.L）- 偽黄門・六兵衛 役
- 人形佐七捕物帳（1977年、テレビ朝日 / 東映）- 弥兵衛 役
- 太陽にほえろ!（日本テレビ / 東宝）
  - 第354話「交番爆破」（1979年）- 交番所長・青木 役
  - 第620話「素晴らしき人生」（1984年）- 小坂太一 役
- 桃太郎侍 第122話「奉公人はつらいよ」（1979年、日本テレビ / 東映）※高橋英樹版
- 大江戸捜査網 第416話「宿命に泣く父娘の再会」（1979年、東京12チャンネル / 三船プロ）- 田口吉兵衛 役
- 風の隼人（1979年 - 1980年、NHK）- 南玉 役
- 3年B組金八先生（1979年 - 1980年、TBS）- 浅井正太 役
- 女の肖像（1980年、日本テレビ）- 阿波 役
- 銀河テレビ小説 （NHK）
  - 愛さずにはいられない（1980年） - 加賀 役
  - あなたに首ったけ（1983年）
  - はねっかえり純情派（1987年） - 菊池清太郎 役
- 御宿かわせみ 第7話「七夕の客」（1980年、NHK）
- 折鶴（1980年12月28日、NHK） - 岡三郎 役
- 玉ねぎむいたら…（1981年、TBS）- 三田編集長 役
- 事件ですよ!（1981年 - 1982年、関西テレビ）- 小森種夫 役
- 俺はご先祖さま（1981年 - 1982年、日本テレビ）- 草壁周助 役
- 土曜ワイド劇場 / 湖底の美女 江戸川乱歩の「湖畔亭事件」（1982年、テレビ朝日）- 鶴田三造 役
- 誰かが私を愛してる（1983年）- 寺沢耕作 役
- 月曜ワイド劇場「深川通り魔殺人事件」（1983年、テレビ朝日）- 寿司屋の主人役
- シンデレラの財布（1984年、TBS）- 丸山 役
- 特捜最前線（テレビ朝日 / 東映）
  - 第336話「銀色の爪の娘たち!」（1983年）
  - 第405話「浅草の老警官・7分間の嘘!」（1985年）- 老警官 役
  - 第472話「嘘から出た殺人・結婚詐欺師に愛の手を!」（1986年）- 相良正吉 役
- 嫁ぐ日'84（1984年8月25日、NHK） - とっつぁん 役
- 迷宮課刑事おみやさん 第10話「10年前の非行OL殺しが今日…！」（1985年、朝日放送）- 竹沢刑事 役
- 連続テレビ小説 /澪つくし（1985年、NHK）- 神山平六 役
- 妻たちの課外授業（1985年、日本テレビ） - 佐川紀男 役
- 月曜ドラマランド / おニャン子捕物帳 謎の村雨城（1986年、フジテレビ）
- SF氏の不思議なトリップ（1987年2月8日、北海道放送）
- 水曜ドラマスペシャル「おやじのヒゲ2」（1987年、TBS）
- 火曜サスペンス劇場「悪夢の花嫁」（1987年、日本テレビ）
- 女ふたり捜査官 第19話「家政夫が来た！」（1987年、朝日放送 / テレパック）
- 吉野物語（1988年 - 1989年、読売テレビ）
- 鬼平犯科帳 第1シリーズ 第1話「暗剣白梅香」（1989年、フジテレビ / 松竹）- 利右衛門 役 / 森為之助 役
- 和っこの金メダル（1989年）- 深見京太郎 役
- 江戸中町奉行所 第1シリーズ 第3話「死を待つ男の危険な賭け!」（1990年、テレビ東京 / 松竹）- 坂部伊十郎 役
- 大河ドラマ (NHK)
  - 独眼竜政宗（1987年）- 木村吉清 役
  - 八代将軍吉宗（1995年）- 加納政直 役
  - 元禄繚乱（1999年）- 堀部弥兵衛 役
- 大地の子（1995年、NHK）- 松本耕平 役[14]
- 夜会の果て（1997年、NHK）- 丸山伝右衛門 役
- 浪花少年探偵団 第4話「しのぶセンセと消されたファイル」（2000年、NHK教育テレビ）
- アンティーク 〜西洋骨董洋菓子店〜 第6話「見知らぬ記憶」・第8話「告白」（2001年、フジテレビ）- 神田源一 役
- 真夜中は別の顔（2002年、NHK）- 桃倉修平 役
- ホーム&アウェイ 第8話「父の手がかりは立てこもり犯!?」（2002年、フジテレビ）
- 鉄道捜査官 第3話「津和野トンネル殺人！」（2003年、テレビ朝日）
- 日本の、これから 第2話「人口減少社会」（2005年、NHK）
- 医龍 -Team Medical Dragon-2 第2話「捨てられる患者」・第3話「その手術は失敗する」（2007年、フジテレビ）- 西沢孝文 役
- 帽子（2008年、NHK広島放送局開局80周年ドラマ）- 福造 役 ※遺作

### 声の出演
- ヘッケルとジャッケル（1957年、TBS）- ナレーション
- ロッキー君とゆかいな仲間（1961年-1962年、NHK）- ナレーション
- 怪盗プライド（1965年、フジテレビ）- ナレーション
- 好き! すき!! 魔女先生（1971年、朝日放送）- バル
- まんがふるさと昔話（1976年、東京12チャンネル）- 声の出演
- アニメ野生のさけび（1982年、テレビ東京）- ナレーションほか
- 母と子のテレビ絵本「草原 ぼくと子っこ牛の大地」（1991年、NHK) - 語り

### テレビ番組
- 歌はともだち（1968年 - 1970年、NHK総合）- 司会
- 趣味・技能講座（1980年、NHK教育）
- 趣味講座（NHK教育）
- 三枝のホントにホント（1981年、東京12チャンネル）- 4枠担当
- おかあさんといっしょ

### ラジオ番組
- 牟田悌三のまじめでいこう（1967年 - 1968年、TBSラジオ）
- 牟田悌三・あなたのための税金相談（1980年 - 2005年、TBSラジオ）

### CM
- 藤沢薬品工業「オイラックス」
- フジッコ「おまめさん」
- 大山ハウジング「ふらっと春日部」
- 改源
- 清水食品「ホワイトツナ」
- ツクダオリジナル
- 公共広告機構（現：ACジャパン）「学校のないタルパ村に小学校が建った」（1992年）